# Lizzie Borden
Lizzie Andrew Borden (ur. 19 lipca 1860 w Fall River w stanie Massachusetts, zm. 1 czerwca 1927 tamże) – kobieta z Nowej Anglii oskarżona o zamordowanie siekierą swojego ojca i macochy 4 sierpnia 1892 w Fall River, Massachusetts, w USA.
Morderstwa były szeroko opisywane przez prasę, a będący ich następstwem proces stał się cause célèbre. Chociaż Lizzie Borden została uniewinniona, nikt inny nie został aresztowany ani osądzony w sprawie, ona sama zaś stała się znaną postacią w amerykańskim folklorze. Wydarzenia, których była uczestniczką, utrwaliły się w amerykańskiej popkulturze i kryminologii. Dysputa o tożsamości zabójcy bądź zabójców nigdy definitywnie się nie zakończyła.

## Tło wydarzeń
Ojciec Lizzie, Andrew Jackson Borden, pomimo faktu pochodzenia z zamożnej i wpływowej rodziny, dorastał w bardzo skromnym otoczeniu, jako młody mężczyzna borykał się z problemami finansowymi. Dorobił się, produkując i sprzedając meble, jednak prawdziwy sukces finansowy odniósł jako deweloper oraz dyrektor przedsiębiorstw włókienniczych, m.in. Globe Yarn Mill Company, Troy Cotton i Woolen Manufacturing Company. W momencie śmierci posiadał znaczny majątek, był dyrektorem Union Savings Bank oraz Durfee Safe Deposit and Trust Co. Mimo zamożnego stanu, Andrew znany był ze swojej oszczędności. W jego domu brakowało instalacji wodociągowej na parterze i pierwszym piętrze. Sam budynek znajdował się w pobliżu fabryk, którymi przedsiębiorca zarządzał. Zazwyczaj bardziej majętni mieszkańcy lokowali się w ekskluzywniejszej dzielnicy „The Hill”, mieszczącej się dalej od terenów fabrycznych, która była również znacznie bardziej ujednolicona pod względem rasowym, etnicznym i zarobkowym.
Lizzie i jej starsza siostra Emma były wychowane w duchu stosunkowo religijnym, obie uczęszczały do Central Congregational Church w Fall River. Jako młoda dziewczyna Lizzie bardzo angażowała się w sprawy kościoła, w ramach szkółek niedzielnych prowadziła lekcje dla dzieci emigrantów. Udzielała się również w Christian Endeavor Society, gdzie pełniła funkcję sekretarza-skarbnika i Woman's Christian Temperance Union. Ponadto była członkiem Ladies Fruit and Flower Mission.
W trakcie śledztwa pokojówka Bridget Sullivan zeznała, że siostry rzadko spożywały posiłki z rodzicami. Później Lizzie zaznaczyła, że nie miała w zwyczaju zwracać się do swojej macochy Abby Durfee Borden per „matko”, lecz raczej używała bardziej oficjalnej formy „pani Borden”. Wahała się z odpowiedzią na pytanie, czy ona i Abby były wobec siebie serdeczne.
W maju 1892 Andrew Borden, przekonany, iż gołębie, które Lizzie trzymała w stodole przyciągają potencjalnych intruzów, zabił je używając topora. Rodzinna awantura, która wywiązała się po tym wydarzeniu, skłoniła Lizzie i Emmę do wyjazdu na przedłużone wakacje w lipcu 1892.
Na kilka dni przed tragicznymi wydarzeniami wszyscy domownicy zachorowali. Lekarz rodzinny upatrywał przyczyn zajścia w pozostawionym na piecu, nieświeżym pożywieniu, jednak Abby podejrzewała zatrucie, za którym rzekomo mieli stać przeciwnicy jej męża.
Napięcie w rodzinie rosło, szczególnie, że Andrew zaczął obdarowywać różnych dalszych krewnych i powinowatych. Gdy krewni Abby otrzymali od niego dom, Lizzie i Emma wystąpiły z żądaniem o opłatę czynszu. Żądanie zostało spełnione, a Andrew spłacił lokatorów, przekazując gotówkę swym córkom. W noc poprzedzającą morderstwa dom Bordenów odwiedził John Vinnicum Morse, brat zmarłej matki Lizzie oraz Emmy, w celu omówienia spraw biznesowych z ojcem sióstr. Niektórzy autorzy spekulowali, że rozmowa, dotycząca wymiany majątkowej, mogła stanowić punkt krytyczny dla już zaostrzonej sytuacji.

## Morderstwa

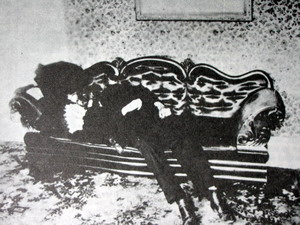
Ciało Andrew Bordena

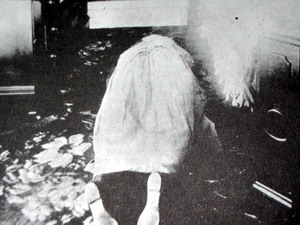
Ciało Abby Borden

4 sierpnia 1892 Andrew Borden, po spożyciu śniadania ze swoją żoną, udał się do Fall River, by jak zwykle zawitać do banku i na pocztę. Powrócił do domu około 10:45. Lizzie Borden stwierdziła, że znalazła jego ciało 30 minut później. Pokojówka zeznała, iż o 11:10, gdy odpoczywała w swoim pokoju po umyciu okien, usłyszała krzyczącą z dołu Lizzie: „Maggie, chodź szybko! Ojciec nie żyje. Ktoś wszedł do domu i go zabił.” (Sullivan była niekiedy nazywana imieniem poprzedniej służącej „Maggie”). Ciało leżało na kanapie w salonie, na parterze. Twarz Andrew Bordena była zwrócona w kierunku jego prawej ręki, pozornie spokojna, jakby spał. Śledczy ustalili, iż Borden został zamordowany pomiędzy godziną 10 a 11 poprzez uderzenie w głowę ostrym, ciężkim przedmiotem, najprawdopodobniej siekierą lub toporem. Jego lewa gałka oczna była przecięta na pół, co mogłoby sugerować, że został zabity podczas snu.
Wkrótce potem, podczas gdy Lizzy była pod opieką sąsiadów i lekarza rodzinnego, Sullivan odkryła ciało Abby Borden w gościnnej sypialni na górze. Kobieta została zamordowana w podobny sposób, co jej mąż. Jej czaszka była zdruzgotana 19 uderzeniami.
Policja znalazła w piwnicy topór, który nie nosił co prawda śladów krwi, lecz brakowało mu części rączki. Lizzie została aresztowana 11 sierpnia. Sąd rozpatrywał dowody w sprawie od 7 listopada, zaś 2 grudnia wydał oskarżenie.

## Proces

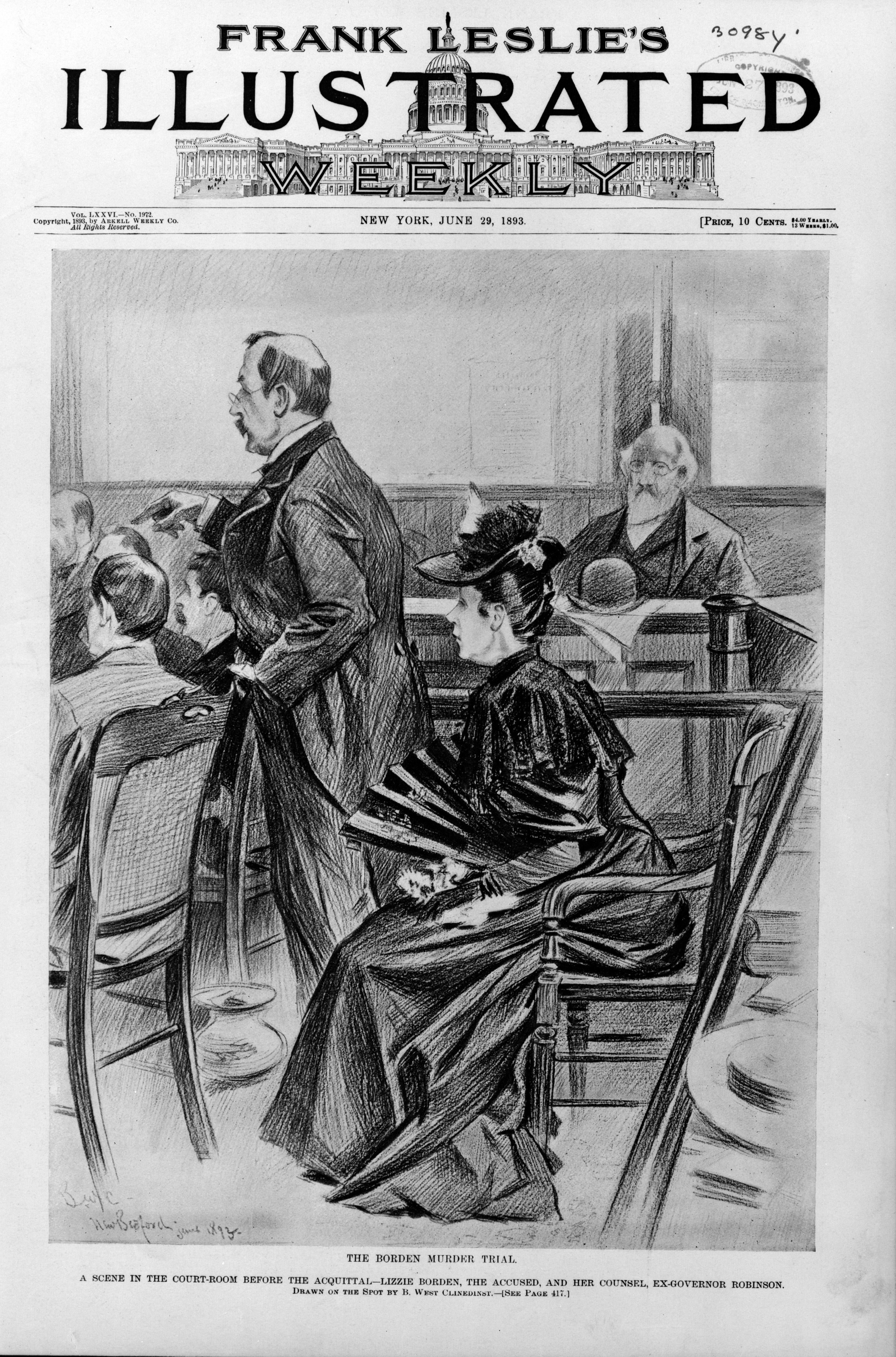
Lizzie Borden podczas procesu.

Proces Lizzie Borden odbywał się w New Bedford w czerwcu 1893. Wśród oskarżycieli był sędzia Sądu Najwyższego William Henry Moody, obrońcami zaś byli Andrew V. Jennings, Melvin O. Adams oraz były gubernator stanu Massachusetts, George D. Robinson.
Istotne punkty procesu:
- Nie zostało potwierdzone, iż znaleziony w piwnicy młotek był narzędziem zbrodni. Oskarżyciele twierdzili, iż sprawca usunął część rączki, gdyż była ona zakrwawiona.
- Wśród garderób domowników nie znaleziono żadnych zakrwawionych ubrań. Kilka dni po śmierci Bordenów Lizzie spaliła swoją suknię w piecu, twierdząc, iż tkanina zniszczyła się w trakcie usuwania farby, którą dziewczyna przypadkowo miała się ubrudzić[11].
- Niedługo przed wydarzeniami w Fall River w okolicy miało miejsce inne morderstwo z użyciem topora, jednak jego sprawca przebywał w chwili śmierci Andrew i Abby Borden za granicą[12].
- Na dzień przed morderstwami Lizzie próbowała zakupić od lokalnego dilera cyjanowodór. Stwierdziła, że zamierzała użyć substancji do wyczyszczenia swojego płaszcza z foczej skóry[13].
- W związku z chorobą, która dotknęła rodzinę na kilka dni przed feralnymi wydarzeniami, znajdujące się w domu mleko oraz żołądki zamordowanych zostały przebadane na obecność trucizny[14]. Żadnej trucizny nie wykryto[15].
- Czaszki ofiar, wypreparowane w trakcie autopsji, zostały użyte jako dowód. Lizzie Borden zemdlała, gdy zobaczyła je na sali sądowej[4].

20 czerwca, po półtoragodzinnej naradzie, sąd uniewinnił Lizzie Borden.